# GNU General Public License
GNU General Public License (GPL) – licencja wolnego i otwartego oprogramowania stworzona w 1989 roku przez Richarda Stallmana i Ebena Moglena na potrzeby Projektu GNU, zatwierdzona przez Open Source Initiative. Pierwowzorem licencji była licencja Emacs General Public License. Druga wersja licencji GNU GPL została wydana w roku 1991, a trzecia – 29 czerwca 2007.

## Założenia
Celem licencji GNU GPL jest przekazanie użytkownikom czterech podstawowych wolności:
- wolność uruchamiania programu w dowolnym celu                                                                                          (wolność 0)
- wolność analizowania, jak program działa i dostosowywania go do swoich potrzeb                                                         (wolność 1)
- wolność rozpowszechniania niezmodyfikowanej kopii programu                                                                             (wolność 2)
- wolność udoskonalania programu i publicznego rozpowszechniania własnych ulepszeń, dzięki czemu może z nich skorzystać cała społeczność (wolność 3)

Tylko jeżeli program spełnia wszystkie cztery wolności jednocześnie, wówczas, według FSF, może być uznany za wolne oprogramowanie. Wystarczy, że nie spełnia dowolnej z nich, a nie może być tak skategoryzowany (jest oprogramowaniem zamkniętym).

## Historia
Pierwsza wersja licencji powstała w lutym 1989 roku.
Dwa lata później, w czerwcu 1991, pojawiła się wersja druga.
29 czerwca 2007, po 18 miesiącach prac (w czasie których wydano 4 szkice licencji oraz przeprowadzono kampanię zachęcającą do przejścia na nową wersję za około pół miliona dolarów), wydano trzecią wersję licencji.
Zmiany w wersji 3. są umiarkowane i mają na celu głównie dostosowanie ochrony licencyjnej do współczesnego stanu informatyki. GPLv3 bierze pod uwagę między innymi systemy prawne poza USA, kwestie patentów na oprogramowanie, ochronę DRM, proceder tiwoizacji oraz problem istnienia wielu niezgodnych ze sobą licencji.

## Kwestie dyskusyjne
Jedną z kluczowych kwestii związanych z GPL jest problem, czy oprogramowanie na innej licencji może być dynamicznie linkowane z bibliotekami GPL. Sama licencja wyraźnie mówi, że wszystkie pochodne prace bazujące na kodzie GPL muszą same opierać się na GPL. Jednak nie jest jasne, czy plik wykonywalny, który jest dynamicznie linkowany z biblioteką, może być uważany za pracę pochodną.

## Kompatybilność z innymi licencjami
Większość licencji wolnego oprogramowania, jak na przykład licencja X11, licencja BSD i LGPL jest kompatybilnych z GPL. Znaczy to, że kod źródłowy oparty na nich może być włączony bez problemu do programu na GPL (całość będzie wtedy objęta GNU GPL). Są jednak licencje open source, które nie są kompatybilne z GPL. Z tego powodu wiele osób odradza używanie takich licencji, ponieważ opartego na nich kodu trudno jest ponownie użyć w innych projektach.
Kod na licencji GNU GPL nie może być użyty w programach opartych na innych licencjach.

## Krytyka GPL
Ze względu na to, że wszelkie prace bazujące na dziele objętym licencją GPL muszą również być oparte na tej licencji, licencja GPL jest licencją wirusową. Tak więc GPL oddziałuje na każdy program, który korzysta z kodu GPL. Krytyka tego przymusu najczęściej jest kierowana ze strony zwolenników mniej restrykcyjnych licencji, jak na przykład licencja BSD.